# Juan Faustino Sallaberry
Juan Faustino Sallaberry (Mercedes, 15 de febrero de 1871 - Montevideo, 8 de febrero de 1945) fue un sacerdote jesuita uruguayo. Prolífico investigador y escritor de temas históricos, fue Académico de Número del Instituto Histórico y Geográfico del Uruguay, correspondiente de la Junta de Historia y Numismática Americana de Buenos Aires; de la Academia Nacional de Historia de Colombia y del Instituto Histórico del Perú.

## Biografía
Oriundo de la ciudad de Mercedes, Departamento de Soriano, nacido el 15 de febrero de 1871 era hijo de Pedro Sallaberry Abadie y María Elutchanz Ohaco.
Concluida su educación primaria en Mercedes, demostró su gran
inclinación religiosa, por lo tanto sus padres decidieron introducirlo en el Colegio del Sagrado Corazón, en el año 1888 y egresó el 17 de marzo de 1892, dirigiendo después el seminario de Pontificio. Concluido este periodo de formación sacerdotal, fue destinado por sus superiores al Colegio de San Ignacio en Santiago de Chile, teniendo una previa estadía en el Colegio Jesuítico de Mendoza. En Chile dedicó varios años a la enseñanza,
generando simpatías en la sociedad trasandina. Luego, el 17 de marzo de 1894 ingreso al Noviciado del Colegio Jesuita de Córdoba (Argentina), graduándose en filosofía y ciencias en el año 1903 y como licenciado en teología en el 1907; también perfeccionó sus estudios de Filosofía y Humanidades, en los seminarios de Veruela y Tortosa y en la Casa Protesta de Manresa en España. Además, ocupó otros altos cargos, desempeñándose extraordinariamente;siendo trasladado al Colegio de la Inmaculada Concepción de Santa Fe (Argentina), en la primera década del siglo XX en donde dio clases de Química, Física, Álgebra, Filosofía y Instrucción Cívica. Atendiendo a su inclinación Astronómica trabajó en el Observatorio de la Entidad, asumió su cargo en 1907. En el eclipse de Sol del 10 de octubre de 1912, con la colaboración de Francisco Colomer SJ y de los jóvenes Atilio Prendoné y Bartolomé Parma, registraron las alternativas del fenómeno, tomando las referencias de posición y tiempo del
Observatorio de Córdoba. Para ello utilizaron un viejo refractor alemán.
La experiencia se frustró totalmente ese día, en razón de la cubierta de nubes que impidió la observación y
volvió difusa toda visualización del evento.
Un día de 1914 en oportunidad de retornar a sus aposentos después de observar,
caminando por un puente inclinado de madera que unía el observatorio con la terraza por
obras en construcción, resbaló y se fracturó la cabeza del fémur de una de sus piernas.
Circunstancia que lo invalidó por un tiempo, determinando su traslado a Buenos Aires,
en principio, y definitivamente al Uruguay después. 
De regreso a la patria y apasionado por nuestro pasado histórico, se dedico al estudio y al
rectorado en su antiguo Colegio del Sagrado Corazón desde el 26 de enero de 1921 hasta el 22 de febrero de 1927 y en la fecha del 8 de noviembre de 1935 fue nombrado rector del seminario mayor interdiocesano y menor Diocesano "Cristo Rey". Enseñando además
de las ya mencionadas materias, Apologética, Cosmografía, Industrias, Catecismo,
Religión y Historia Universal.

## Obras publicadas
- Los Charrúas y Santa Fe, Montevideo, 1926.
- El fundador de Montevideo. Contestación al Dr. Juan Carlos Alzáybar, Montevideo, 1928.
- La Iglesia en la Independencia del Uruguay, Montevideo, 1930.
- Los Charrúas en la Cartografía Colonial, Montevideo, 1932.
- El Siervo de Dios don Jacinto Vera, Primer Obispo de Montevideo, Apóstol de la República Oriental del Uruguay, Defensor de los Derechos de la Iglesia y de la Santa Sede, Montevideo, 1933.
- Actividades apostólicas de Monseñor Jacinto Vera, Montevideo, 1928.
- Los Jesuitas en el Uruguay. Tercera época, 1872-1940, Montevideo, segunda edición, 1940.